# آرنولد وسکر
سر آرنولد وسکر (انگلیسی: Sir Arnold Wesker؛ زادهٔ ۲۴ مه ۱۹۳۲ - درگذشته ۱۲ آوریل ۲۰۱۶) یک نمایش‌نامه‌نویس اهل بریتانیا بود که برای نمایش‌نامه‌هایی با محوریت طبقه کارگر شهرت داشت.

## زندگی‌نامه
آرنولد وسکر در ۲۴ مه ۱۹۳۲ از پدر و مادری یهودی که هر دو کمونیست بودند، در شرق لندن دنیا آمد. او کودکی‌اش را در دومین نمایش‌نامه‌اش با عنوان «سوپ مرغ با جو» ترسیم کرده است. این نمایش‌نامه نخستین بار در سال ۱۹۵۸ در شهر کاونتری به روی صحنه رفت. این نمایش‌نامه که داستان آن زندگی یک خانوادهٔ یهودی را بین سال‌های ۱۹۳۰–۱۹۵۰ در لندن را نشان می‌دهد نوعی زندگی‌نامه شخصی وسکر به حساب می‌آید.
او که به فعالیت‌های چپ‌گرایانه شهرت داشت در سال ۱۹۶۱ به دلیل اعتراض به گسترش تسلیحات هسته‌ای دستگیر شد و مدتی به زندان افتاد.
در سال ۱۹۶۲ یکی از جنجالی‌ترین نمایشنامه‌های وسکر روی صحنه آمد این نمایش‌نامه «چیپس با همه چیز» نام دارد. این اثر موفق‌ترین آثار او بود که آن را بر اساس تجربیات شخصی‌اش در نیروی هوایی بریتانیا نوشت. داستان آن در یک پادگان آموزشی می‌گذرد. سلسله مراتب موجود در پادگان و انسان‌های دربند این سلسله مراتب را زیر ذره بین می‌گذارد. اما نمایش‌نامه در واقع تمثیلی است از کل جامعهٔ انگلستان.
به گفته همسرش وی شب ۱۲ آوریل ۲۰۱۶ پس از یک دوره طولانی بیماری در سن ۸۳ سالگی درگذشت.

## بخشی از کتابشناسی
او در ۵ دهه فعالیت ادبی خود، علاوه بر نگارش بیش از ۴۰ نمایش‌نامه، ده‌ها مقاله، داستان کوتاه و شعر نوشت. «سوپ مرغ با جو»، «ریشه‌ها» و «من از اورشلیم می‌گویم» که سه‌گانه مشهور او را تشکیل می‌دهند، زندگی طبقه کارگری را بازتاب می‌دهد.
- «آشپزخانه» (۱۹۵۷)
- «ریشه‌ها» (۱۹۵۸)
- «سوپ مرغ با جو» (۱۹۵۸)
- «چیپس با هم چیز» (۱۹۶۲ در ایران با نام سربازها ترجمه و منتشر شده است)
- چهارفصل (۱۹۶۵)
- «دوستان» (۱۹۷۰)
- «قدیمی‌ها» (۱۹۷۲)